# Westland District
Der Westland District ist eine zur Region West Coast gehörende Verwaltungseinheit in Neuseeland. Der Rat des Distrikts, Westland District Council (Distriktrat) genannt, hat seinen Sitz in der Stadt Hokitika, ebenso wie die Verwaltung des Distrikts.

## Geographie
Der Westland District verfügt über eine reine Landfläche von 11.828 km² und ist damit der größte, südlichste und in seiner Ausdehnung der längste Distrikt der Region West Coast. Zum Census im Jahr 2013 hatte der Distrikt 8307 Einwohner und war mit 0,7 Einwohner pro km² der Distrikt mit der geringsten Bevölkerungsdichte in Neuseeland.
Die westliche Grenze des Distrikts bildet die Küstenlinie zur Tasmansee. Südwestlich grenzt der Southland District an, der bereits zur Region Southland zählt. Im Südosten liegt der Queenstown-Lakes District, der zur Region Otago gehört und von Süd nach Nord bilden die zur Region Canterbury gehörenden Distrikte Waitaki, Mackenzie, Ashburton und Selwyn die östlich Grenze. Im Nordosten schließt sich als letztes der Grey District an, der zur selben Region wie der Westland District gehört.
Der gesamte Distrikt wird landschaftlich von den Neuseeländischen Alpen bestimmt. Lediglich kurze Küstenabschnitte in den Mündungsgebieten einzelner Flüsse sind eben und besiedelt. Größter Fluss ist mit Abstand der rund 100 km lange Haast River, der bei Haast in die Tasmansee mündet. Die größte und einzige Stadt des Distrikts ist Hokitika.

Denkmal in Greymouth, in Erinnerung an den 1860 erfolgten Kauf von Westland durch James Mackay

Denkmal „The Gateway to South Westland“ – in Erinnerung an die Erschließung des südlichen Teils von Westland

### Klima
Der Westland District steht so, wie die gesamte Region der West Coast bevorzugt unter dem Einfluss südwestlicher und nordöstlicher Windströmungen, die local und topologieabhängig aus unterschiedlichen Richtungen kommen können. Südwestliche bis westliche Winde bringen in der Regel viele Wolken, die sich an den Westhängen der Neuseeländischen Alpen abregnen und so zu erheblichen Niederschlagsmengen führen. Zwischen 3000 bis über 6000 mm pro Jahr sind je nach Lage möglich. In der Gegend um Westport liegen die Niederschläge bei zwischen 2000 und 2300 mm pro Jahr. Die mittleren Tagestemperaturen im Sommer liegen um die 20 °C, in den Höhenlagen bis auf 10 °C abfallend. Im Winter pendeln sich die mittleren Tagestemperaturen zwischen 1 °C und 3 °C ein, zwischen Westport und Greymouth bis zu 7 °C., in den Höhenlagen unter dem Gefrierpunkt. Die Sonnenscheindauer liegt an der gesamten Küste und im nördlichen Teil der Westküstenregion zwischen 1600 und 1800 Stunden pro Jahr, in den Bergen aber bis auf unter 1300 Stunden absinkend.

## Bevölkerung

### Bevölkerungsentwicklung
Von den 8307 Einwohnern des Distrikts waren 2013 1053 Einwohner Māori-stämmig (12,7 %). Damit lebten 0,2 % der Māori-Bevölkerung des Landes im Westland District. Das durchschnittliche Einkommen in der Bevölkerung lag 2013 bei 29.000 NZ$ gegenüber 28.500 NZ$ im Landesdurchschnitt.

### Herkunft und Sprachen
Die Frage nach der Zugehörigkeit einer ethnischen Gruppe beantworteten in der Volkszählung 2013 88,4 % mit Europäer zu sein, 13,5 % gaben an, Māori-Wurzeln zu haben, 1,2 % kamen von den Inseln des pazifischen Raums und 2,8 % stammten aus Asien (Mehrfachnennungen waren möglich). 12,3 % der Bevölkerung gab an in Übersee geboren zu sein. 2,3 % der Bevölkerung sprachen Māori als zweithäufigste Sprache nach Englisch und unter den Māori taten dies 12,8 %.

## Politik

### Verwaltung
Der Westland District ist noch einmal in drei Wards unterteilt, dem Northern Ward und dem Hokitika Ward mit je drei Councillors (Ratsmitglieder) und dem Southern Ward mit zwei Councillors. Die acht Councillors bilden zusammen mit dem Mayor (Bürgermeister) den Distrikt Council (Distriktrat) und werden alle drei Jahre neu gewählt.

## Wirtschaft
Dominierend in dem Distrikt ist neben dem Tourismus, der sich auf wenige Orte um die Gletscher Fox Glacier und Franz Josef Glacier konzentriert, die Landwirtschaft mit ihrer Milchproduktion. Die Westland Co-operative Dairy Company, die unter dem Markenzeichen Westland Milk Products firmiert, befindet sich in Hokitika und bündelt Produktion und Vermarktung für den Distrikt.

## Infrastruktur

### Verkehr
Verkehrstechnisch angeschlossen ist der Distrikt durch den New Zealand State Highway 6, der von Norden von Greymouth kommend, durch Hokitika und weiter an der Küste entlang bis nach Haast führt, um dann im südlichen Teil des Distriktes weiter ins Inland reicht.